# Josef Kresta (1895)
Josef Kresta (14. července 1895 Příbor – 11. května 1972 Vítkov) byl moravský policista, spisovatel, dramatik, překladatel, kronikář a kulturní pracovník.

## Život
Narodil se v rodině obuvníka v rodině obuvníka Adolfa Kresty a rozené Šebrechýnové (1869–1904). Měl čtyři bratry: Aloise (1893–1912), Františka (1898–1901), Jana (1901) a Bedřicha (1904–1904).
V devíti letech mu zemřela matka. Po ukončení obecné školy se stal žebravým studentem, bydlel u babičky Veroniky Šebrechýnové v obecním chudobinci, spával s ní na jednom lůžku. Po smrti babičky se vyučil bednářem a pracoval v pivovaru v Místku, kde to dotáhl až na vrchního bednáře. V 1. světové válce jako zákopník obdržel za odvahu velkou stříbrnou hvězdu. Z fronty byl vyreklamován vídeňskou firmou Dreibholz vyrábějící sudy. Po válce se vrátil domů, kde sloužil jako četař u II. příborského praporu do roku 1920. Poté byl zaměstnán na policejním ředitelství v Moravské Ostravě, kde bydlel na adrese Gutmanova 2.
Dne 17. května 1921 se v Březové oženil s Františkovu Víchovou (1896), se kterou měl tři syny: Jaroslava, Vladislava a Zdeňka.
Při vydání Oběti strojů (1931), kde popisuje útisk dělnictva, si zařádil cenzor, který zabavil řadu míst v textu. V té době byl přeložen k okresnímu hejtmanství v Českém Těšíně. Tam napsal své divadelní hry a věnoval se mj. režisérství v Sokole.
V roce 1938 musel Český Těšín opustit, útočiště našel i s rodinou v Zašové u bratrance Antonína Kresty, obchodníka se smíšeným zbožím. R. 1939 oslepl na jedno oko a byl zproštěn služby. Po skončení 2. světové války byl povolán do služby jako vedoucí Úřadu národní bezpečnosti v Bruntále. Od počátku dubna 1946 konal službu jako vedoucí Úřadovny státní bezpečnosti ve Vítkově. Do výslužby odešel pro nemoc koncem roku 1948. Ve Vítkově se věnoval společenské a kulturní činnosti jako divadelní režisér, filmový referent, vzdělavatel hasičské jednoty aj. V letech 1948–1949 působil jako předseda Městského národního výboru ve Vítkově.
Byl řádným členem ČSAV, Čsl. astronomické společnosti v Praze (měl úspěch při pozorování zatmění Slunce 15. února r. 1961), lektor Socialistické akademie v Ostravě, ředitel Okresní osvětové besedy, archivář ONV Vítkov a kronikář města Vítkova. Dopisoval si s Petrem Bezručem i s jeho sekretářem dr. Antonínem Pírkem, se spisovatelem dr. Vojtěchem Martínkem, básníkem Metodějem Jahnem, literárním kritikem dr. Milanem Maralíkem aj.
Přispíval do časopisů: Nový kruh, Polední ostravský deník, Moravsko-slezský deník, České slovo a Detektiv. Používal pseudonymy Jan Bor, Jan O. Bor Stal se čestným občanem města Příboru. Jako kronikář obdržel řadu vyznamenání z Vítkova, Opavy, Ostravy a Prahy.

## Dílo

### Próza
- Oběti strojů: román z ovzduší železáren – Moravská Ostrava: vlastním nákladem, 1931
- Ocúny hald: brennpartie: románová reportáž ze života na ostravských haldách – linoleoryty J. Satoryho. Moravská Ostrava: Adolf Talpa, 1932
- V hladových horách: zápisky z Podkarpatské Rusi – Moravská Ostrava: v. n., 1933
- Tvář starého Příbora [Úvod. Rekruti. Vzpomínáme vás!; Gulajšpartyja; Jaro. Jdeme na arcyngle; Pečáky. Daleká pouť do Zašové aj.] – strojopis, 1958

### Studie
- Vlastenci hrdinové: črty o životě bojovníků proti fašismu – úvod napsal Jiří Hlušička. Praha: Mír, 1954
- Z dějin českého dělnického hnutí 1938–1945 – Praha: Orbis, 1954
- Karel Aksamit – Praha: Naše vojsko, 1956

### Poezie
- Zašovské pomněnky: kytička druhá – 14 nečíslovaných listů. 1940
- Zašovské pomněnky: [verše z let 1940–1943] – 81 stran. Valašské Meziříčí: Osvěta, 1947

### Překlady
- První ruská revoluce v letech 1905–1907 – A. M. Pankratovová; z ruštiny přeložili J. Kresta a J. Rychlý. Praha: Rovnost, 1952
- Příprava a provedení Velké říjnové socialistické revoluce: těsnopisný záznam přednášky na Vysoké stranické škole při ÚV VKS(b) – E. N. Burdžalov; z ruštiny. Praha: KSČ, 1953

### Divadelní hry
- Vlastizrádce – Český Těšín
- Rytíř kulhavec – Český Těšín
- Patnáct hodin s Evou: veselohra – Český Těšín
- Děti přírody – v ostravském rozhlase

### Kroniky
- Kronika města Vítkova – 1948
- Kronika města Vítkova – 1950
- Kronika opavské nemocnice – 1951
- Kronika vítkovské nemocnice – 1953
- Kronika okresu Vítkov – 1957
- Vítkov a Vikštejn: malá kronika města a hradu – autor; fotoreprodukce: Pavel Veselý; Andělín Grobelný. Vítkov: MNV, 1957
- Kronika Domu osvěty ve Vítkově – 1958
- Kronika města Vítkova – přepracováno a rozšířeno. 1960
- Vítkovsko (Vítkov, Budišov, Odry, Suchdol, Fulnek) – text; snímky S. Koňařík; k tisku připravil Josef Dvořák. Ostrava: KNV, 1960
- Kronika obce Jančí – 1961
- Kronika požárního sboru Vítkov – 1962
- Kronika obce Větřkovice – 1963[6]
- 700 let města Vítkova 1265–1965 – zpracováno podle záznamů Josefa Kresty; úvod Božík Beran; snímky Josef Solnický a Josef Müller. Vítkov: MNV, 1965

### Hudebniny
- Navrať se jaro: English waltz: [zpěv a klavír] – slova J. O. Bor; hudba Josef Bartoš. Nový Bydžov: Holeček a Lovák, 1927?
- Skauti, na stráži: pochodová píseň skautů z Těšínska – hudba J. Bartoš; slova. Český Těšín: Sdružení svazových skautů, mezi 1930 a 1939
- Budoucnost patří nám: pochodová píseň – hudba J. Bartoš. Nový Bydžov: Holeček a Lovák, 1938

### Vydal
- Strážnice v obrazech – své milé Strážnici, v níž našel druhý domov, v kytičku uvil a na památku 300. výročí založení strážnického gymnasia vydal Josef Kresta; pod záštitou městské rady. Strážnice: 1934